# Amonaria
Amonaria (gr. Ammonarion, łac. Amonaria) – imię żeńskie pochodzenia greckiego. Oznacza: „pochodząca od, należąca do Amoniusza” (Amoniusz to przydomek Zeusa).
Patronką tego imienia jest św. Amonaria, wspominana razem ze św. Dionizją i Merkurią.
Amonaria imieniny obchodzi 12 grudnia.
Męska wersja imienia: Amonariusz.